# 921
921 (CMXXI) var ett normalår som började en måndag i den julianska kalendern.

## Händelser

### Okänt datum
- Den arabiske resenären och krönikören Ibn Fadlan träffar vikingar vid floden Volga och nedtecknar sina intryck av dem.
- Mahdia anläggs av kalifen Ubayd Allah al-Mahdi Billah.

## Födda
- Edmund I, kung av England 939–946 (född omkring detta år)

## Avlidna
- 13 februari – Vratislaus I, hertig av Böhmen.